# Verdi, Nevada

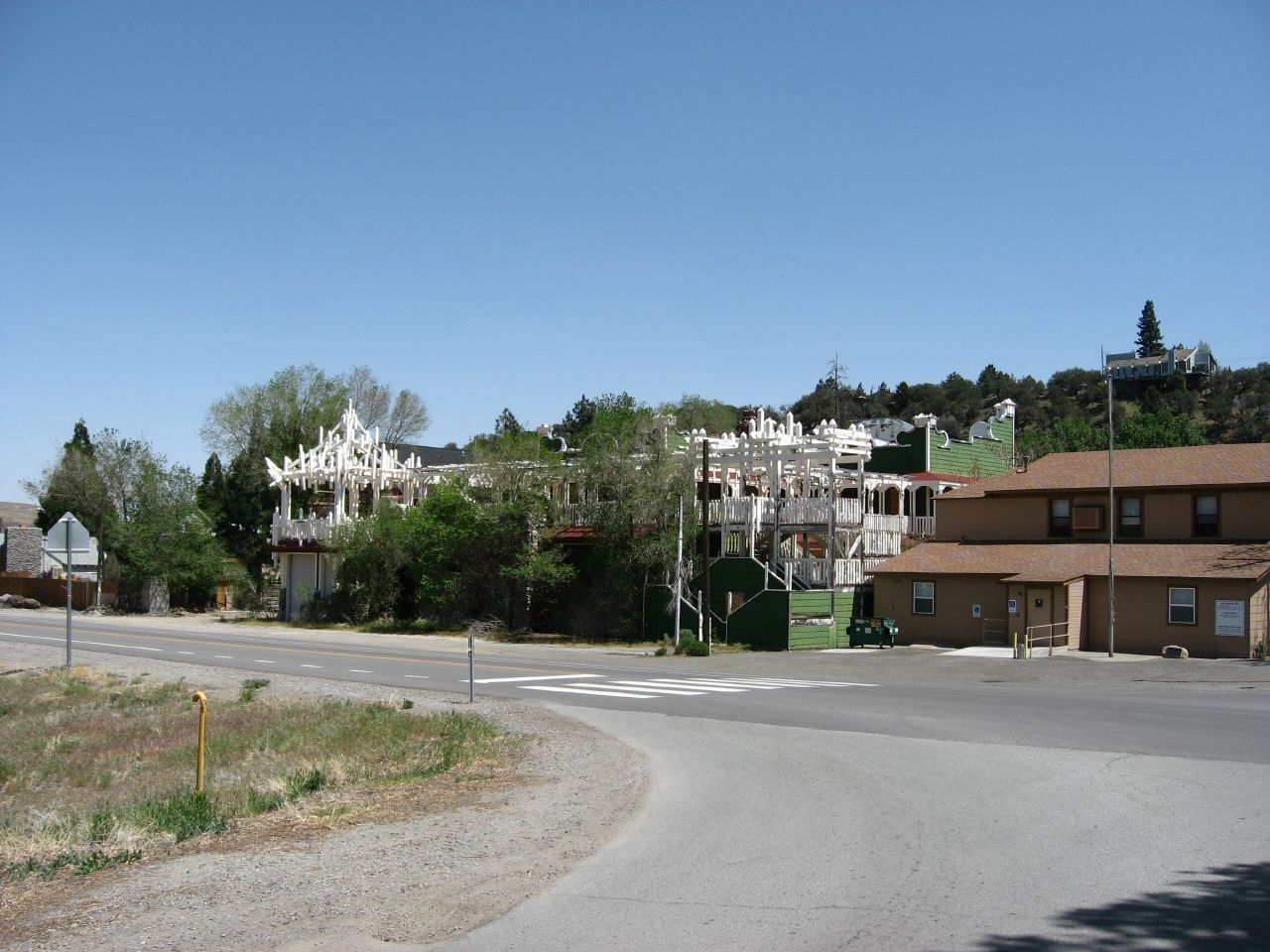
Bebyggelse i Verdi, Nevada.

Verdi (amerikanskt uttal: [ˈvɜːrdaɪ]) är en ort (census-designated place) i Washoe County i den amerikanska delstaten Nevada, belägen invid delstatsgränsen mot Kalifornien vid Interstate 80, i västra delen av Reno-Sparks storstadsområde. Befolkningen uppgick till 1 415 invånare vid 2010 års folkräkning; tidigare utgjorde Verdi tillsammans med Mogul, Nevada i statistiska sammanhang en del av det sammanslagna Verdi-Mogul. På andra sidan delstatsgränsen ligger grannorten Verdi, Kalifornien.

## Geografi
Verdi ligger vid Truckee River och öster om bergskedjan Verdi Range i Sierra Nevadas östra utlöpare.

## Historia
Platsen kallades under 1860-talet för O'Neils Crossing, efter mannen som uppförde en bro här 1860. Orten namngavs efter kompositören Giuseppe Verdi av Charles Crocker, grundare av Central Pacific Railroad, i samband med att den transamerikanska järnvägen drogs genom Sierra Nevada 1868. Namnet valdes genom lottdragning.